# IMAGE (清木場俊介のアルバム)
『IMAGE』（イメージ）は、2007年9月5日に発売された清木場俊介の2枚目のアルバムである。

## 概要
前作『清木場俊介』より約2年ぶりのリリースで、EXILE脱退後最初のアルバムである。「CD+DVD」、「CDのみ」の形態で発売。
前作以降に発売されたシングル「人間じゃろうが!」「believe」「天国は待ってくれる」「五日間……バックレよう」「最後の夜」を含む12曲を収録。
本作のマスタリングは、イギリス・ロンドンにあるメトロポリス・スタジオで行われた。収録曲の「忘れないで」と「サル」は、清木場のツアーのバンドメンバーで録音が行われた。
2007年9月17日付のオリコン週間アルバムランキングで最高位13位を記録した。
なお、本作がビクターエンタテインメントへの移籍前、最後のオリジナル・アルバムである。

## 収録曲

### DISC1 (CD)
1. believe（4:52）
（作詞：清木場俊介 / 作曲：高橋圭一 / ストリングス編曲：弦一徹）
4thシングルの1曲目。アルバムの1曲目がシングル曲となるのは清木場のアルバムでは初となる。
後に『清木場俊介 SONGS 2005-2008』に収録された。
2. Lenny Down（5:39）
（作詞・作曲：清木場俊介・川根来音）
3. Baby（4:54）
（作詞・作曲：川根来音）
川根来音のカバー曲[4]。
後に『清木場俊介 SONGS 2005-2008』に収録された。
4. 最後の夜（6:32）
（作詞・作曲：清木場俊介 / ストリングス編曲：クラッシャー木村）
7thシングル。このアルバムからの先行シングル。
後に『清木場俊介 SONGS 2005-2008』に収録された。
5. Image（6:27）
（作詞：清木場俊介 / 作曲：川根来音）
このアルバムの表題曲。
6. 月（6:46）
（作詞：清木場俊介 / 作曲：川根来音）
7. 愛してる（5:18）
（作詞・作曲：川根来音）
川根来音のカバー曲。川根がこの曲を制作していた当時のタイトルは「青空」だったが、清木場がタイトルを変えたという逸話がある[5]。
後に『清木場俊介 SONGS 2005-2008』に収録された。
8. 天国は待ってくれる（5:09）
（作詞：清木場俊介 / 作曲：清木場俊介・川根来音 / ストリングス編曲：弦一徹）
5thシングル。
後に『清木場俊介 SONGS 2005-2008』に収録された。
9. 忘れないで（5:54）
（作詞：清木場俊介 / 作曲：川根来音）
ファンへの感謝を気持ちを込めた楽曲。発売前のライブで既に演奏されていた楽曲で、その当時はアコースティック・ギターのみのバラード調のアレンジだった[2]。
2014年に発売されたベスト・アルバム『唄い屋・BEST Vol.1』にリアレンジ・リレコーディングされた音源が収録されている[6]。
10. サル（6:33）
（作詞：清木場俊介・TO-C / 作曲：清木場俊介）
NEVER LANDのTO-C・DJ PLUS1がそれぞれラップとスクラッチを担当している。
11. 五日間……バックレよう（5:02）
（作詞：清木場俊介 / 作曲：川根来音）
6thシングル。
後に『清木場俊介 SONGS 2005-2008』に収録された。
12. 人間じゃろうが!（7:35）
（作詞・作曲：清木場俊介 / ストリングス編曲：クラッシャー木村）
3rdシングルの1曲目。
後に『清木場俊介 SONGS 2005-2008』に収録された。

### DISC2
1. 人間じゃろうが! MUSIC CLIP
監督は石井貴英。
2. believe MUSIC CLIP
監督は石井貴英。
3. 五日間……バックレようMUSIC CLIP
監督は石井貴英。
4. LONDON
5. SAKURA
監督は今井厚生。レコーディング風景を収めたもので、改めて制作されたミュージック・ビデオは映像作品『VIDEO CLIPS』に収録された。

## 参加ミュージシャン
| believe - 清木場俊介：Vocal - 高橋圭一：Guitar, Chorus - 清木場次郎：Bass, Chorus - 川村ケン：Keyboard, Chorus - 松本淳：Drums - 弦一徹ストリングス：Strings - 川根来音：Chorus - 石井貴英：Chorus - 奥口睦：Chorus - Jumbo：Chorus - Keisuke Takazawa：Chorus - Ryoji Kato：Chorus - Kyoichi Ariga：Chorus Lenny down - 清木場俊介：Vocal - 高橋圭一：Guitar - 松原秀樹：Bass - 川村ケン：Keyboard - 松本淳：Drums Baby - 清木場俊介：Vocal - 高橋圭一：Guitar - 沖山優司：Bass - 川村ケン：Keyboard - 沼澤尚：Drums - バッカス・ホーン・セクション：Horn Section - 鈴木雅尭、佐々木史郎：T.P. - 佐野聡：T.B. - 臼庭潤：T.S. - 春名正治：V.S. - 妹尾隆一郎：Blues Harp 最後の夜 - 清木場俊介：Vocal - 高橋圭一：Guitar - 種子田健：Bass - 川村ケン：Keyboard - 村石雅行：Drums - 妹尾隆一郎：Blues Harp - ASATO：Chorus - 弦一徹ストリングス：Strings Image - 清木場俊介：Vocal - 高橋圭一：Guitar - 沖山優司：Bass - 川村ケン：Keyboard - 村石雅行：Drums 月 - 清木場俊介：Vocal, Blues Harp - 高橋圭一：Guitar - 川村ケン：Keyboard | 愛してる - 清木場俊介：Vocal - 高橋圭一：Guitar - 松原秀樹：Bass - 川村ケン：Keyboard - 松本淳：Drums 天国は待ってくれる - 清木場俊介：Vocal - 高橋圭一：Guitar - 川根来音：Acoustic Guitar, Blues Harp - 沖山優司：Bass - 川村ケン：Keyboard - 松本淳：Drums - 弦一徹ストリングス：Strings 忘れないで - 清木場俊介：Vocal - 高橋圭一：Guitar - 西尾智浩：Guitar - 清木場次郎：Bass - 川村ケン：Keyboard - 松本淳：Drums サル - 清木場俊介：Vocal - 高橋圭一：Guitar - 西尾智浩：Guitar - 清木場次郎：Bass - 川村ケン：Keyboard, Theremin - 松本淳：Drums - TO-C from NEVER LAND：Rap - DJ PLUS1 from NEVER LAND：Scratch 五日間……バックレよう - 清木場俊介：Vocal - 高橋圭一：Guitar - 沖山優司：Bass - 川村ケン：Keyboard - 松本淳：Drums - バッカス・ホーン・セクション：Horn Section - 鈴木雅尭、佐々木史郎：T.P. - 佐野聡：T.B. - 臼庭潤：T.S. - 春名正治：V.S. 人間じゃろうが! - 清木場俊介：Vocal - 高橋圭一：Guitar - 沖山優司：Bass - 川村ケン：Keyboard - 倉内充：Drums - 弦一徹ストリングス：Strings |